# Dukuh Kupang
Dukuh Kupang is een bestuurslaag in het regentschap Soerabaja van de provincie Oost-Java, Indonesië. Dukuh Kupang telt 15.342 inwoners (volkstelling 2010).